# Jovem Pan FM Blumenau
Jovem Pan FM Blumenau é uma emissora de rádio brasileira, do grupo Jovem Pan e fica sediada na cidade de Blumenau em Santa Catarina, opera no dial FM 88.7 MHz, é a antiga AM Rádio Nereu Ramos.

## História
Inaugurada no dia 1º de setembro de 1958, inicialmente na frequência AM 1240 kHz, na cidade de Blumenau, por Evelásio Vieira, desde seu início a emissora tem como característica principal a sua programação pautada na informação e posicionamento político conservador. A rádio esteve presente em diversos acontecimentos como testemunha, idealizadora ou apoiadora. É batizada em homenagem a Nereu Ramos. Em 1962, a emissora ganhou mais potência e mudou sua frequência para AM 1560 kHz e na época já firmava parceria com a Rádio Bandeirantes para a transmissão da Copa do Mundo.
A mudança para AM 760 kHz aconteceu na década de 1970, quando o Governo Federal implementou o plano básico para distribuição de canais de rádio e televisão, tempos depois, a emissora operava com 25 kW de potência, que foi considerada uma das emissoras de maior cobertura no AM do Vale do Itajaí.
Em 1999, a rádio lançou o programa "Falando com a Cidade", sugerido e apresentado por Napoleão Bernardes, que viria a ser eleito vereador e posteriormente prefeito de Blumenau.
Em 2014, a emissora solicitou a migração do AM para FM.
Em 2019, a direção teve mudanças, com a entrada de Edélcio Vieira que substitui o irmão Paulo Vieira no comando da emissora, com isso o foco naquele momento era migrar a emissora do AM para FM. A promessa naquele ano era manter o tradicional jornalismo que era conhecido na cidade. A Anatel liberou uma frequência para migração que era FM 88.7, quando nesse ano foi indicado que seria para a migração da tradicional Rádio Nereu Ramos.
Em junho de 2020, a Rádio Nereu Ramos passa a operar no FM 88.7 em caráter experimental, quando a estreia em definitivo aconteceu em 1° de julho, a emissora apesar de ter perdido uma grande potência, mas os proprietários aceitaram a redução na ida pro FM, já que a Acaert confirmou que todas as emissoras AM do estado iriam migrar para a faixa convencional.
Depois de 2 meses de migração, em 31 de agosto, a emissora desligou em definitivo os transmissores do AM 760.
Em maio de 2021, é anunciada a parceria da emissora com a rede Jovem Pan FM, com previsão de afiliação para julho do mesmo ano. Com isso, a 88.7 FM é a oitava afiliada da rede jovem no estado de Santa Catarina que estreou no dia 02 de julho, na abertura do programa Pânico. Com a mudança, alguns dos programas da Rádio Nereu Ramos foram transferidos para sua coirmã, Rádio Clube AM 1330.

## Programas
- Jornal da Manhã
- Rock N'Pop
- Manhã da Pan
- As 7 Melhores